# 橋本恵 (翻訳家)
橋本 恵（はしもと めぐみ、1964年 -）は、日本の翻訳家。東京都出身。東京大学教養学部卒業。児童文学の翻訳を多く手がける。

## 来歴
幼少時から読書が好きで図書館に通っていた。小学3年生の頃に、気に入った本を（タイトルから）再度借りたところ、印象が大きくが異なることに気づいた出来事を「『翻訳家』という職業を、おぼろげながらも意識した原体験」と述べている。
大学4年生の時期に「女性が生涯続けられる職業」として翻訳家を意識し、翻訳学校「ユニ・カレッジ」に通学して翻訳を学ぶ。「ユニ・カレッジ」では矢野浩三郎らに厳しく指導を受ける。しかしバブル景気の時期だったことから最初に内定を得た銀行に就職した。だが、元来数学が苦手だったこともあり、結局2年半で退職して翻訳家となるべく「ユニ・カレッジ」に戻り、31歳の時に最初の訳書を刊行した。
翻訳業を始めた当初はビジネス書が中心だったが、育児（1男1女）の経験を経て、自分の子どもが読む本を出したいと考えたことで児童書の翻訳を手がけるようになる。子女が成人した後も児童書を中心とした活動を続けている。

## 主な訳書
- 『殺人者を愛した女たち』中央アート出版社
- 『大量殺人紳士録』中央アート出版社
- 『黒衣の三姉妹』中央アート出版社
- ウェンディー・ノースカット『ダーウィン賞！－究極におろかな人たちが人類を進化させる』講談社、2001年
- ダレン・シャン『ダレン・シャン』シリーズ（全12巻）小学館
- ダレン・シャン『デモナータシリーズ』（全10巻）小学館
- イェン・マー『チャイニーズ・シンデレラ』文藝春秋、2005年
- アリー・カーター『スパイガール』1 - 4巻 理論社、2006年 - 2012年
- マイケル・スコット『錬金術師ニコラ・フラメル』シリーズ（全6巻）理論社、2007年 - 2013年
- ジェマ・マリー『2140 ～サープラス・アンナの日記～』ソフトバンククリエイティブ、2008年
- マギー・スティーフベーター『シヴァ　狼の恋人』（上下）ソフトバンククリエイティブ、2010年
- アリアン・マローン『12分の1の冒険』シリーズ（全4作）ほるぷ出版、2010年 - 2016年
- ジェニファー・A・ニールセン『カーシア国』3部作 ほるぷ出版、2014年 - 2016年
- ロデリック・ゴードン、ブライアン・ウィリアムズ『地底都市コロニア』シリーズ（上下2巻×3）学研プラス、2016年 - 2017年
- ニコラ・ユン（著）デービッド・ユン（イラスト）『Everything, Everything　わたしと世界のあいだに』静山社、2017年
- トム・フレッチャー『クリスマスサウルス』静山社、2017年
- ワット・キー『ボトルクリーク絶体絶命』あすなろ書房、2017年
- エレン・クレイジス『その魔球に、まだ名はない』あすなろ書房、2018年